# Aerial Assault
Aerial Assault (エアリアル アサルト?) è un videogioco sparatutto sviluppato da Sanritsu Denki e pubblicato nel 1990 da SEGA per Sega Master System. Nel 1992 il gioco è stato distribuito per Game Gear.

## Trama
Nel videogioco il pilota dell'aeroplano "Caccia della Libertà" deve affrontare l'organizzazione terroristica N.A.C. che minaccia di distruggere l'ozonosfera.

## Modalità di gioco
La versione per Master System di Aerial Assault è divisa in quattro missioni per giocatore singolo.